# Klagenfurt am Wörthersee
Klagenfurt am Wörthersee (německy  ˈklaːɡn̩ˌfʊʁt am ˈvœʁtɐˌzeː, slovinsky a česky Celovec, do roku 2008 zkráceně jen Klagenfurt), je statutární město a zároveň hlavní a největší město rakouské spolkové země Korutany, 235 km jihozápadně od Vídně, 100 km jihozápadně od Štýrského Hradce a 20 km severně od hranic se Slovinskem. Leží na řece Glan u jezera Wörthersee, v nadmořské výšce 446 m. Žije zde přibližně 101 tisíc obyvatel a je tak 6. největším rakouským městem.

## Pamětihodnosti
- Katedrála svatého Petra a Pavla byla postavena v roce 1581 původně jako protestantská modlitebna zasvěcená Nejsvětější Trojici. Byla největším protestantským kostelem v Rakousku. V roce 1600 byl během protireformace uzavřen a o čtyři roky později předán jezuitům, kteří jej zasvětili svatému Petru a Pavlu. Jezuitům patřil do roku 1773, kdy byl řád zrušen. V roce 1787 biskup povýšil kostel na katedrálu gurské diecéze.
- Cisterciácký klášter Viktring z roku 1142. Působil zde Jan z Viktringu, sekretář českého krále Jindřicha Korutanského. Za josefínských reforem byl klášter v roce 1786 zrušen, později sloužil jako textilní továrna a od roku 1976 je zde gymnázium.
- Minimundus je park u jezera Wörthersee o rozloze 26 000 m², ve kterém je 159 modelů známých staveb, lodí a vlaků v měřítku 1:25. Byl otevřen v roce 1958 a výtěžek ze vstupného je určen pro potřebné děti v Rakousku.

## Sport
Ve městě hraje veliké množství hokejových klubů. Mezi nejznámější patří EC KAC. Fotbalový stadion Hypo-Arena o kapacitě 32 000 diváků byl v roce 2008 jedním z hostitelských stadionů Mistrovství Evropy ve fotbale.

## Politika

### Starostové od roku 1850
Od roku 1991 jsou starostové voleni přímo.
| Andreas Koller                     | 1850–1852 |
| Ferdinand Hauser                   | 1852–1861 |
| Gabriel von Jessernigg             | 1861–1865 |
| Leopold Nagel                      | 1865–1870 |
| Gabriel von Jessernigg             | 1870–1887 |
| Franz Erwein                       | 1887–1890 |
| Franz Glöckner                     | 1890–1892 |
| Friedrich Posch                    | 1892–1896 |
| Julius Christoph Neuner            | 1896–1905 |
| Johann Franz Suppan                | 1905–1906 |
| Julius Christoph Neuner            | 1906–1909 |
| Gustav Ritter von Metnitz          | 1909–1915 |
| Friedrich von Wetzlar-Plankenstern | 1916–1921 |

| Friedrich Wolsegger                 | 1921–1926 |
| Adolf Heinrich Bercht (großdeutsch) | 1926–1931 |
| Franz Pichler-Mandorf (SDAP)        | 1931–1934 |
| Adolf Wolf (CS)                     | 1934–1938 |
| Friedrich von Franz (NSDAP)         | 1938–1945 |
| Friedrich Schatzmayer (SPÖ)         | 1945–1952 |
| Peter Graf (SPÖ)                    | 1952–1957 |
| Hans Ausserwinkler (SPÖ)            | 1957–1973 |
| Leopold Guggenberger (ÖVP)          | 1973–1997 |
| Harald Scheucher (ÖVP)              | 1997–2009 |
| Christian Scheider (FPK)            | 2009–2015 |
| Maria-Luise Mathiaschitz (SPÖ)      | 2015–2021 |
| Christian Scheider (FPK)            | od 2021   |

## Osobnosti

### Rodáci
- Jan z Viktringu (1270–1347), historiograf
- Maximilian Daublebsky von Sterneck (1829–1897), velitel rakousko-uherského námořnictva
- Jožef Stefan (1835–1893), matematik a fyzik
- Robert Musil (1880–1942), spisovatel
- Ingeborg Bachmannová (1926–1973), spisovatelka
- Udo Jürgens (1934–2014), skladatel a zpěvák
- Dagmar Kollerová (* 1939), zpěvačka, tanečnice a herečka
- Penny McLean (* 1946), zpěvačka
- Sissy Höffererová (* 1953), herečka
- Monika Czerninová (* 1965), spisovatelka, dokumentaristka a herečka, potomek českého rodu Černínů z Chudenic
- Ursula Plassniková (* 1956), politička a diplomatka
- Karl-Heinz Grasser (* 1969), ministr financí Rakouska
- Stephanie Grafová (* 1973), lehká atletka
- Sabine Eggerová (* 1977), lyžařka
- Stefan Koubek (* 1977), tenista
- Thomas Pöck (* 1981), hokejista

### Další známí obyvatelé
- Alois Beer (1840–1916), c. a k. dvorní a námořní fotograf
- Anton Martin Slomšek (1800–1862), spirituál klagenfurtského semináře a pozdější biskup v Mariboru
- Alois Melezínek (1932–2015), profesor a zakladatel inženýrské pedagogiky

## Partnerská města[2]
- Černovice, Ukrajina (1992)
- Dachau, Německo (1974)
- Dessau-Roßlau, Německo (1970)
- Dušanbe, Tádžikistán (1973)
- Gladsaxe, Dánsko (1969)
- Gorice, Itálie (1965)
- Kolín nad Rýnem, Německo (2000)
- Koper, Slovinsko (2022)
- Lignano Sabbiadoro, Itálie (2021)
- Nan-ning, Čína (2001)
- Nof ha-Galil, Izrael (1993)
- Nova Gorica, Slovinsko (1965)
- Řešov, Polsko (1975)
- Sibiu, Rumunsko (1990)
- Tarragona, Španělsko (1994)
- Wiesbaden, Německo (1930)
- Zalaegerszeg, Maďarsko (1990)